# وليام الكسندر غراهام
وليام الكسندر غراهام (بالإنجليزية: William Alexander Graham)‏ (و. 1804 – 1875 م) هو سياسي من الولايات المتحدة الأمريكية ولد في مقاطعة لينكن، كارولاينا الشمالية.
تولى منصب عضو مجلس الشيوخ الأمريكي، والأمين العام .وهو عضو في حزب اليمين .

## التعليم
تعلم في جامعة ولاية كارولينا الشمالية في تشابل هيل.